# 青島海軍學校

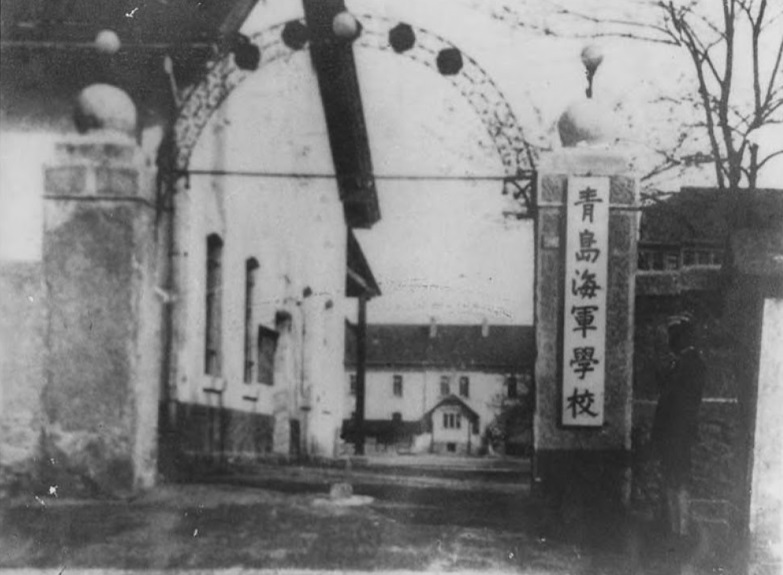
青岛海军学校校址，原德军毛奇兵营，今登州路77号海军大院

青島海軍學校，簡稱青島海校，建立於1933年，1941年停辦。前身為東北海軍葫蘆島航警學校，後成為中華民國海軍的訓練學校之一，著名畢業生有馬紀壯、劉廣凱、宋長志等人。
為中華民國海軍官校的前身。

## 歷史
青島海校源自於奉系東北海軍。1922年春第一次直奉战争奉军惨败，当张作霖的专列退经秦皇岛时，突遭直系控制的中央海军的猛烈炮击，几乎击中张作霖的火车专列，使专列白天不敢通过、晚上不敢明灯。第一次直奉战争后张作霖宣布东三省脱离北洋政府，实施联省自治。1922年将吉黑江防舰队脱离海军部管辖，改属东三省保安司令部指挥，设东北航警处，任命沈鸿烈为处长，负责创建海军事务，揭开了创建东北海军的序幕。张作霖深感“盖谋东北海军之强盛，要创办海军，必须先培训各项人才为主，而教育机关，实其命脉之所寄。”
1923年1月，海军上将沈鴻烈在葫芦岛炮台山右侧的一座洋楼饭店里（当时大连、安东均为日本控制）創辦東北航警學校，逐步建立了奉系自己的海軍。张学良任学校监督，留日海军军官凌霄为首任校长。设立初级军官班和学兵班，军官班设航海、轮机专业，招收高中生，学制3年，其中实习1年。课程设置有国文、英文、数学、化学、测量、船艺、鱼（水）雷、枪炮、通信、陆战、航海、天文、气象、蒸汽机、内燃机、锅炉学、造船学和电机学等，毕业后授予少尉军衔。学兵班招收16岁以上高小毕业生入校，校训、舰训共2年，培养舰艇各类专业军士和水兵。军官班共两届，其中航海班48名，轮机班38名。学兵班8期共毕业1500人，大多分配到东北海军各舰任职。
1928年12月28日东北易帜，东北航警学校改属国民政府军事委员会东北行营管辖。1930年改名为葫芦岛海军学校。九一八事变后，1931年底葫芦岛海军学校迁至威海刘公岛。1933年8月又迁至青岛，改名为青岛海军学校，归属国民政府军事委员会北平分会（张学良为委员会长）管辖。
由此校畢業的學生，被稱為「青島系」，或「東北系」，形成中華民國海軍四大派系之一。當時的海軍部長陳紹寬出身閩系，認為此校學生不夠資格擔任中華民國海軍，拒絕分發派任。使得青島系與電雷學校的畢業生結合，與閩系形成對抗關係。
對日抗戰時，1937年遷校至湖北宜昌，後又遷至四川萬縣，為青島海校第五期學生。1938年，電雷學校遭解散，電雷學校第三期、第四期學生併入青島海校。同年，來自馬尾海校的七名學生加入青島海校。1939年，黃埔海校停辦，第二十三期、二十四期學生被併入青島海校。此時，中華民國的四大海軍學校都被併入青島海校，分為航海甲班、輪機甲班、航海乙班、航海丙一班、航海丙二班、輪機丙班共六個班，約三百人。在第五期乙班結業後，於1941年3月，青島海校停辦。
1945年，第二次世界大戰結束，中華民國政府接收山東青島。其后在青島設立中央海軍訓練團。1947年，在上海的中央海军学校遷至青島，與中央海軍訓練團合併，成為中華民國海軍官校。

## 風格
因為青島海校的創校者沈鴻烈、凌霄與教官們多自日本留學回國，所以青島海校的教育方式與日本海軍相近。